# Црвеноглави сврачак
Црвеноглави сврачак (лат. Lanius senator) је члан породице сврачака Laniidae. Може се препознати по црвено-смеђој круни и потиљку. Углавном је инсектојед и фаворизује отворена шумовита подручја са раштрканим дрвећем као што су воћњаци, посебно када је тло голо или песковито. Црвеноглави сврачак се гнезди у јужној Европи, на Блиском истоку и северозападној Африци, а зимује у тропској Африци.

## Таксономија
Црвеноглави сврачак је формално описао шведски природњак Карл фон Лине 1758. године у десетом издању своје „Systema Naturae“ под биномним именом Lanius senator. Карл фон Лине је свој опис засновао на „црвеноглавој птици месару“ коју је 1734. године описао и илустровао енглески природњак Елеазар Албин у другом тому своје „Природне историје птица“. Карл фон Лине је погрешно навео тип локалитета као „Indiis“. Ово је исправио Ернст Хартерт на реку Рајну у Немачкој 1907. године. Име рода, Lanius, потиче од латинске речи за „ месар “, а неки сврaчци су познати и као „птице месари“ због својих навика исхране. Специфичан ентитет senator је латински израз за „ Римски сенат “, тако назван јер је његова кестењаста капа подсећала на боју пруге на тоги римског сенатора. Уобичајени назив „woodchat“ је англицизација немачке речи waldkatze, што дословно значи „шумска мачка“, а „shrike“ потиче од староенглеске речи scríc, што значи „вриштање“, што се односи на продорано оглашавање.
Молекуларно филогенетска студија објављена 2019. године открила је да је унутар рода Lanius црвеноглави сврачак био сестра мањег сивог шврачка (Lanius minor), миграторне врсте која се гнезди у медитеранским и степским регионима јужног Палеарктика. Две врсте су се раздвојиле једна од друге пре око 3,9-5,0 милиона година.
Препознају се три подврсте:
- Lanius senator senator  (Linnaeus, 1758) – централна, јужна Европа и северна Африка
- Lanius senator badius (Hartlaub, 1854) – западномедитеранска острва
- Lanius senator niloticus (Bonaparte, 1853) – Кипар и јужна Турска до Ирана

## Опис
Црвеноглави сврачак је 17-19 цм дужине, што је нешто веће од русог сврачка. Мужјак је упечатљива птица са црно-белим горњим деловима тела, кестењастом круном и чисто белим доњим деловима тела. Раса Lanius senator badius из западног Медитерана нема велике беле мрље на крилима. Код женки и младих птица, горњи делови тела су смеђи и бели и прошарани. Доњи делови тела су жућкасто-риђи и такође прошарани.

## Распрострањеност и станиште
Гнездеће подручје црвеноглавог сврачка је у јужној Европи, северној Африци и Блиском истоку. Распрострањеност се протеже од Португала до Грчке, Турске, Ирака и Ирана, а на Арапском полуострву, укључујући Бахреин и Кувајт, и од Мауританије и Западне Сахаре у северној Африци до Либије. Ова птица презимљава у тропској централној Африци, а њен зимски ареал се протеже од Сенегала до Судана и Етиопије на истоку и на југу до Габона. Ова врста често прелази свој ареал гнежђења током пролећне миграције и ретко се јавља у Великој Британији, али се јавља сваке године. Балеарска раса Lanius senator badius се појавила у Британији око четири пута као луталица, а једном је забележена и у Ирској.

## Понашање и екологија

### Гнежђење
Јаја се полажу од почетка маја до средине јула. Гнездо граде оба родитеља и налази се на дрвету, обично некој воћки или маслини. Гнездо је чврста чаша од биљног материјала која је обложена вуном, длаком, финим корењем, паучином и лишајевима. Гнездо понекад садржи зелени биљни материјал. Гнездо обично броји 5-6 јаја која се полажу дневно. Јаја су сјајна и различитих боја: могу бити бледо маслинастозелена, пешчана, сивкастожута или смеђа. Имају смеђе до бледо маслинасте мрље концентрисане на ширем крају. За номиниовану подврсту просечна величина је 23 x 17 mm са израчунатом тежином од 3,4 г. Након што положи последње јаје, женка их инкубира; мужјак ретко учествује у инкубацији. Јаја се излегу након 14-15 дана. О младунцима се брину оба родитеља, а они полећу након 15-20 дана. Родитељи настављају да хране птиће до 3 до 4 недеље старости.
Најдуже забележен животни век црвеноглавог сврaчка према подацима о проналажењу прстенова је 5 година и осам месеци за птицу пронађену мртву у Немачкој.

### Исхрана и храњење
Црвеноглави сврачак се углавном храни инсектима, посебно бубама, али његова исхрана може да укључује и друге бескичмењаке, а врло ретко и мале сисаре и мале птице. Лови тако што се налази на изложеном видиковцу као што је грана дрвета или ограда, обично 2-6 м изнад земље, а затим се спушта или клизи до свог плена. Такође лови у лету за летећим инсектима. Мали инсекти су згњечени у кљуну, али велики инсекти су раскомадани. Забележено је набијање плена на трн, али је неуобичајено. Несварљиви материјал као што су хитин, кости и длака се избацује у облику гвалица.

## Статус
Иако је и даље уобичајена, популација црвеноглавог сврачка је у опадању већ дуже време. У свом европском подручју распрострањености, наведена је као угрожени таксон у многим земљама, као што су Француска, Пољска, и Швајцарска. Због своје велике популације, која се процењује на 5,9-10 милиона јединки, IUCN ју је од 1988. године навео као најмање угрожени таксон. Врста се дуго борила са неколико разорних претњи, укључујући губитак станишта услед пољопривреде, пошумљавање, прекомерну употребу пестицида, климатске промене које смањују ареал врсте, трансмиграциони лов, смањење броја инсеката и суше.

## Галерија
- Црвеноглави сврачак (Lanius senator) Славујевац, Прешево, Србија
- Младунац Lanius senator senator, Шпанија
- Lanius senator senator, Шпанија
- Lanius senator niloticus, Кувајт
- Илустрација
- На маркици Северне Македоније

## Спољне везе
- „Црвеноглави сврачак”. Avibase.
- Црвеноглави сврачак, медији на "Internet Bird Collection"
- Oiseaux, фотографије
- Blasco-Zumeta, Javier; Heinze, Gerd-Michael. „Црвеноглави сврачак” (PDF). Identification Atlas of Aragon's Birds.